# Waldemar Wojdecki

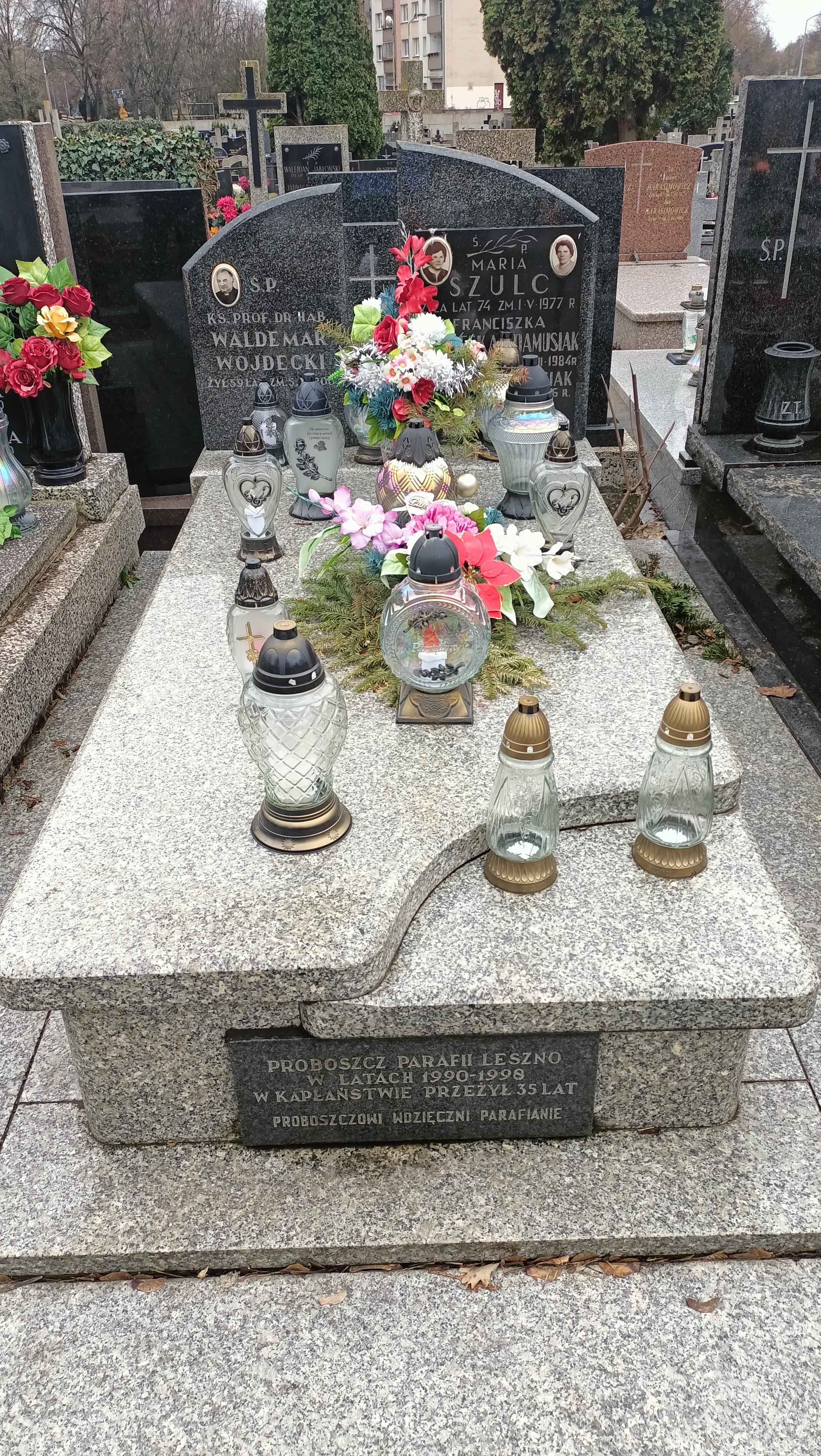
Grób Waldemara Wojdeckiego na Cmentarzu Wawrzyszewskim w Warszawiw

Waldemar Wojdecki (ur. 5 września 1941 w Warszawie, zm. 4 listopada 2000) – polski duchowny katolicki, wykładowca akademicki.

## Biografia
W 1965 ukończył Wyższe Seminarium Duchowne w Warszawie. Święcenia kapłańskie przyjął z rąk kardynała Stefana Wyszyńskiego. Pełnił funkcje wikariusza w parafiach w Lesznie koło Błonia, Nowym Dworze Mazowieckim i w Zerzniu. W latach 1968–1970 studiował na Akademii Teologii Katolickiej w Warszawie. W 1974 obronił tam doktorat z homiletyki (habilitacja w 1998 na podstawie pracy przedstawiającej stan polskiej homiletyki pod zaborem rosyjskim w latach 1818–1918). Wykładowca homiletyki w Metropolitalnym Seminarium Duchownym i na Akademii Teologii Katolickiej (Uniwersytecie Kardynała Stefana Wyszyńskiego). Twórca Wydawnictwa Archidiecezji Warszawskiej (w którym m.in. doprowadził do wydania obszernego zbioru poezji Jana Twardowskiego Nie przyszedłem Pana nawracać) a także redaktor naczelny Przeglądu Katolickiego (w latach 1983–1990). W latach 1990–1998 proboszcz parafii w Lesznie koło Błonia. Podczas pobytu w Lesznie założył Wydawnictwo Lumen. Pochowany na cmentarzu wawrzyszewskim.

## Publikacje
- Katalog Archidiecezji Warszawskiej. Zawierający spis duchowieństwa i parafii. 1981 (Kuria Metropolitalna Warszawska, Warszawa, 1981)
- Dobry pasterz ks. Jan Raczkowski 1914-1990 (Lumen, Leszno 1994)
- Trzy wiersze i trzy krótkie opowieści (Lumen, Leszno 1996), wspólnie z Janem Twardowskim
- Arcybiskup Antoni Szlagowski kaznodzieja Warszawy (Wydawnictwo Archidiecezji Warszawskiej, Warszawa 1997)
- Polska myśl homiletyczna pod zaborem rosyjskim w latach 1818-1918 (Lumen, Leszno 1998)
- Dzieje Leszna i Puszczy Kampinoskiej (Lumen, Leszno 1998)
- Pierwszy krzyż w Katyniu (Katowice 2000)

rozmowy z ks. Janem Twardowskim:
- Na plebanii w Lesznie / Jan Twardowski opowiada, Wademar Wojdecki notuje (Lumen, Leszno 1996)
- Rozmowy pod modrzewiem / Jan Twardowski opowiada, Waldemar Wojdecki notuje (Pax, Warszawa 1999)